# Moszkvai Konzervatórium
A Moszkvai Konzervatórium, hivatalosan Moszkvai Állami Csajkovszkij Konzervatórium  (oroszul: Московская государственная консерватория им. П. И. Чайковского) egy moszkvai zenei felsőoktatási intézmény, amelyet Oroszországban másodikként alapítottak. Zeneművészek és -kutatók képzését végzi bachelor-, mester-, valamint PhD-fokon.

## Története
Moszkvai Cári Konzervatórium néven Nyikolaj Rubinstejn, Anton Rubinstejn fivére és Nyikolaj Trubeckoj herceg alapította, 1866-ban. Ez a második legrégebbi konzervatórium Oroszországban a Szentpétervári Konzervatórium után. Pjotr Csajkovszkij volt az összhangzattan első professzora. 1940 óta a konzervatórium az ő nevét viseli. Az 1917-es októberi orosz forradalom előtt a Moszkvai Zsinati Iskola és a Moszkva Zsinati Kórus külön működtek, de 1919-ben beolvadtak a Kórus karba. Néhány konzervatóriumi hallgató még a Zsinati Iskola diákja volt.

## Nagyterem
A Nagyterem felújítása 2011-ben lezárult.

## Néhány figyelemre méltó diplomása
- Valerij Afanaszjev – zongorista
- Nelly Akopian-Tamarina – zongorista
- Adilia Alieva – zongorista
- Edward Artemyev – zeneszerző
- Vladimir Ashkenazy – zongorista, karmester
- Vladimir Bakaleinikov – brácsás, teacher, zeneszerző, karmester
- Stanisław Barcewicz - hegedűs
- Maria Kardas Barna – zongorista
- Rudolf Barsaj – brácsás, karmester
- Dmitrij Baskirov – zongorista, tanár
- Jurij Basmet – brácsás, karmester
- Borisz Berezovszkij – zongorista
- Borisz Berman – zongorista, tanár
- Lazar Berman – zongorista
- Vagyim Boriszovszkij – brácsás, tanár
- Anatolij Brandukov – csellista
- Alekszander Csuhaldin – hegedűs, karmester, zeneszerző
- Tish Daija - albán zeneszerző
- Đặng Thái Sơn – zongorista
- Bella Davidovics – zongorista
- Nyikoláj Demidenko – zongorista
- Edison Denisov – zeneszerző
- Vlagyimir Gyenisszenkov – harmonikás
- Fjodor Druzsinyin – brácsás
- Jurij Jegorov – zongorista
- Szamuil Fejnberg – zongorista, zeneszerző
- Frank Fernández - zongorista, zeneszerző
- Jakov Flier – zongorista
- Andrej Gavrilov – zongorista
- Michael L. Geller – zeneszerző, brácsás
- Emil Grigorjevics Gilelsz – zongorista
- Marina Goglidze-Mdivani – zongorista
- Julia Goncsarenko – zongorista
- Alekszej Gorokhov – hegedűs, zenetudós, tanár
- Vera Gornosztajeva – zongorista, tanár
- Sofia Gubaidulina – zeneszerző
- Maria Grinberg – zongorista
- Natalia Gutman – csellista
- Rustem Hayroudinoff – zongorista
- Andrej Ivanovics Hotyejev – zongorista
- Waleed Howrani – zeneszerző, zongorista
- Valentyina Igosina – zongorista
- Konsztantyin Igumnov - zongorista
- Ilya Ityin - zongorista
- Dmitrij Boriszovics Kabalevszkij – zeneszerző, zongorista
- Olga Kern – zongorista
- Aram Iljics Hacsaturján – zeneszerző
- Jurij Kolopov – zenetudós, nevelő
- Tyikhon Krennyikov – zeneszerző
- Igor Kudolei – zongorista
- Olga Kiun - zongorista
- Leonyid Kogan – hegedűs
- Pavel Kogan – hegedűs, karmester
- Jevgenyij Koroljov – zongorista
- Ivan Kotov - basszista
- Vlagyimir Krainyev – zongorista
- Gidon Kremer - hegedűs
- Eduard Kunz – zongorista
- Elisabeth Leonskaja – zongorista, tanár
- Josef Lhévinne – zongorista
- Rosina Lhévinne – zongorista, zenepedagógus
- Dong-Hyek Lim – zongorista
- Alekszej Ljubimov – zongorista
- Nyikolaj Luganszkij – zongorista
- Radu Lupu – zongorista
- Dmitrij Malikov – zongorista, zeneszerző, énekes
- Jevgenyij Malinin - zongorista
- Emanuil Manolov - zongorista, fuvolás, karmester, zeneszerző
- Fuat Manszurov - karmester
- Gyenyisz Leonyidovics Macujev - zongorista
- Nikolai Medtner - zeneszerző, zongorista
- Victor Merzhanov – zongorista
- Pervez Mody - zongorista
- Alekszandr Mogyilevszkij – hegedűs
- Roman Mojszejev – karmester
- Alekszandr Moszolov – zongorista, zeneszerző
- Avni Mula – albán énekes, zeneszerző
- Soiszta Mullodzsanova – Shashmaqam-énekes
- Viktoria Mullova – hegedűs
- Szergej Muszaeljan – zongorista
- Lisa Nakazono-Węgłowska – zongorista
- Alekszandr Naoumenko - énekes
- Anahit Nyerszeszjan – zongorista
- Heinrich Neuhaus – zongorista
- Stanislav Neuhaus – zongorista
- Tatiana Nikolajeva – zongorista
- Dmitrij Novgorodszkij - zongorista[1]
- Lev Oborin – zongorista
- David Fjodorovics Ojsztrah – hegedűs
- Alekszandr Petrovics Oszminyin – zongorista
- Alekszandra Pakmutova – zeneszerző
- Dmitrij Paperno – zongorista
- Georgs Pelēcis - lett zeneszerző és zenetudós
- Nyikolaj Arnoldovics Petrov – zongorista
- Grigorij Pavlovics Pjatyigorszkij – csellista
- Mihail Pletnev – zongorista, zeneszerző, karmester
- Ivo Pogorelić – zongorista
- Viktoria Postnikova – zongorista
- Mihail Press – hegedűs
- Xenia Procsorova – zongorista
- Sergey Rachmaninov – zongorista, zeneszerző
- Szvjatoszlav Richter – zongorista
- Jevgenyij Rivkin - zongorista
- Msztyiszlav Leopoldovics Rosztropovics – csellista, karmester
- Gennagyij Rozsgyesztvenszkij – karmester
- Aram Satian – zeneszerző
- Rogyion Scsedrin – zeneszerző, zongorista
- Alfred Schnittke – zeneszerző
- Valerij Szigalevics – zongorista
- Pjotr Szlovcov – tenor, tanár
- Rafail Sobolevsky - hegedűs
- Viviana Sofronitsky - zongorista
- Alekszandr Szokolov – orosz kulturális miniszter
- Alekszej Szoucskov – zongorista
- Vlagyimir Tyeodorovics Szpivakov – hegedűs, karmester
- Steven Spooner – zongorista
- Vera Sztanojevics - zeneszerző
- Mykola Suk – zongorista
- Jevgenyij Szvetlanov – karmester, zongorista, zeneszerző
- Ivan Taszovac – zongorista
- Marina Csebourkina – orgonista, zenetudós
- Viktor Tretyjakov – hegedűs
- Anna Csibuleva – zongorista
- Ibrahim Tukiqi – albán énekes
- Mauricio Vallina – zongorista
- Saša Večtomov – csellista
- Alekszandr Veprik – zeneszerző
- Eliszo Virszaladze – zongorista
- Mihail Voszkreszenszkij – zongorista
- Jacob Weinberg – zongorista, zeneszerző
- Oleg Jancsenko – orgonista, karmester[2]
- Marina Jasvili- hegedűs
- Çesk Zadeja – albán zeneszerző
- Marina Jaklakova - zongorista
- Irina Zaritszkaja - zongorista
- Igor Zubkovszkij – csellista
- Senya Son – zongorista, zeneszerző

## Figyelemre méltó jelenlegi professzorok

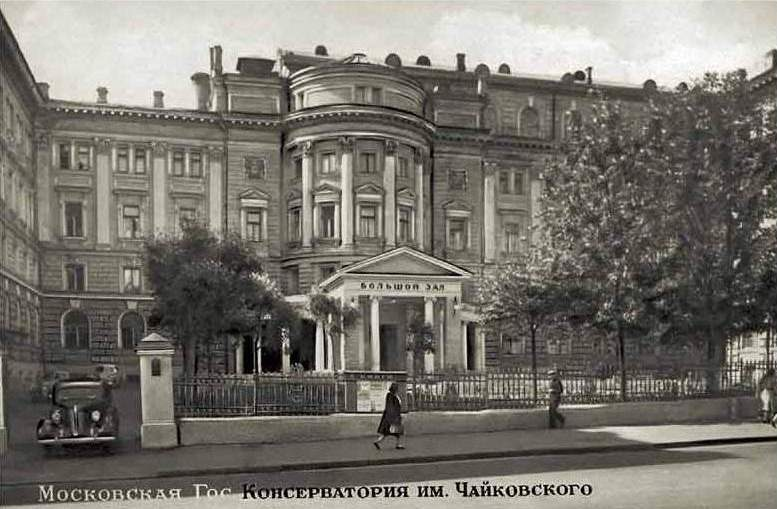
A Moszkvai Konzervatórium 1940-ben

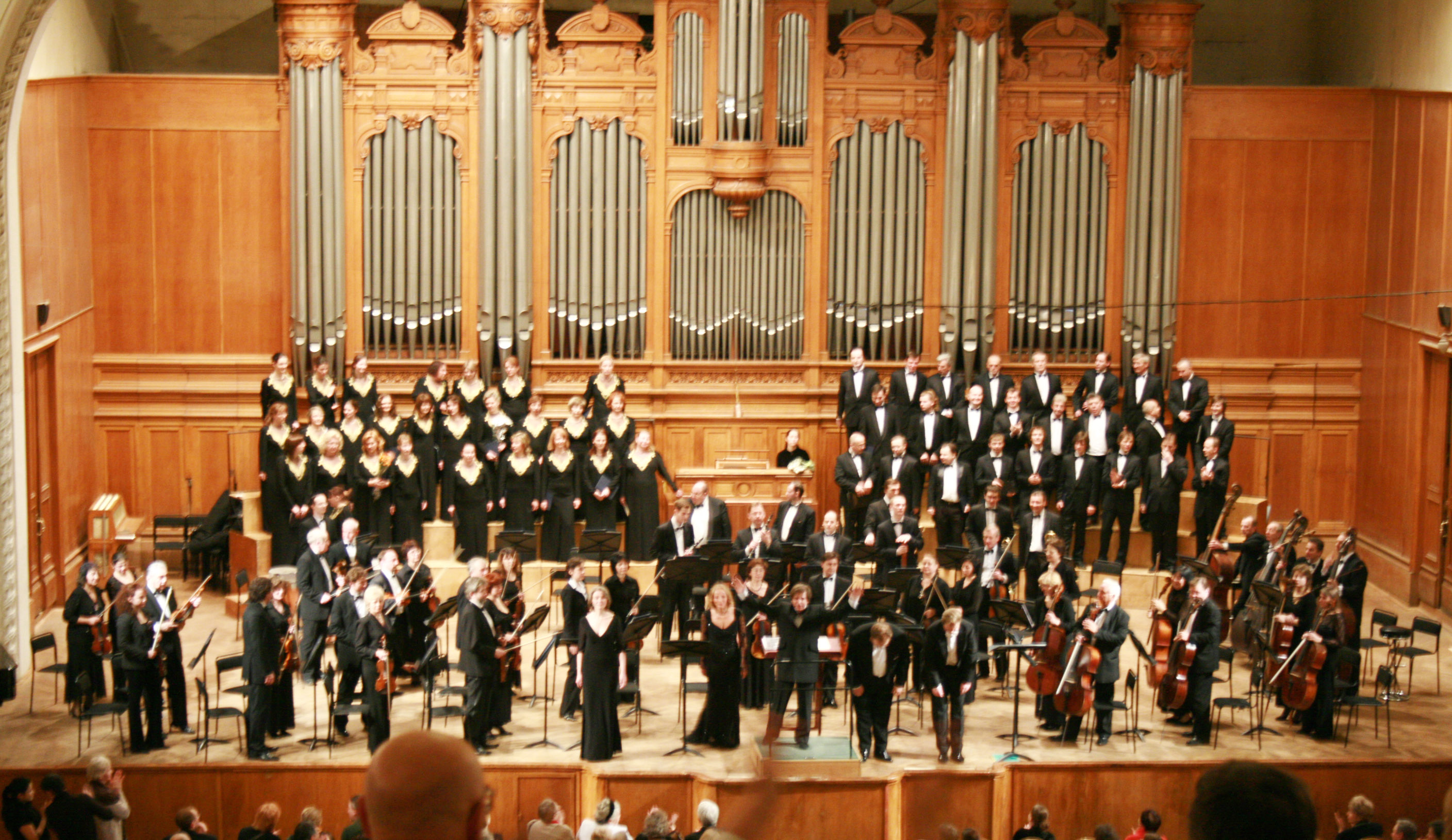
A Nagyterem orgonája a kórussal és a zenekarral

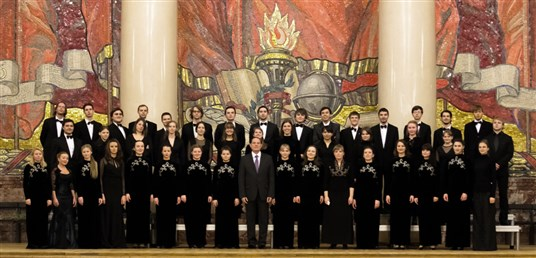
Az Konzervatórium kamarakórusa

- Jurij Basmet –  brácsa
- Sergei Dorensky – zongora
- Andrei Eshpai – komponálás
- Olga Galochkina - cselló
- Igor Gavrysh - cselló
- Yulia Goncharenko – kamarazene
- Vera Gornostayeva – zongora
- Eduard Grach – hegedű
- Natalia Gutman – cselló
- Sergei Kravchenko – hegedű
- Alexei Lubimov – zongorista
- Victor Merzhanov – zongora
- Kirill Rodin - cselló
- Alexey Seleznev - cselló
- Natalia Shakhovskaya - cselló
- Yuri Slesarev – zongora
- Maria Tchaikovskaya - cselló
- Nataly Timashpolsky - zongora
- Eliso Virsaladze – zongora
- Mikhail Voskresensky – zongora
- Irina Zhurina – éneklés

## Külső linkek
- A Moszkvai Konzervatórium honlapja (angolul)